# Amerikai Demokratikus Szocialisták
Az Amerikai Demokratikus Szocialisták (angolul: Democratic Socialists of America, rövidítve: DSA) amerikai politikai szervezet, az ország legnagyobb szocialista szervezete. Politikailag baloldali, leginkább demokratikus szocialista, de más szocialista ideológiák népszerűsítéséért is dolgozik. 1982-ben alapították a Demokratikus Szocialisták Szervezőbizottsága (DSOC) és az Új-Amerikai Mozgalom (NAM) egyesítésével.
Az 1973-ban alapított DSOC az Amerikai Szocialista Pártból (SPA) született, Michael Harrington szocialista aktivista ideológiája alapján. A NAM-et 1971-ben alapították, az eredete a Diákok Egy Demokratikus Társadalomért (SDS) újbaloldali csoporthoz vezethető vissza. Az 1982-es egyesülésük után a DSA több kisebb mozgalmat és progresszív politikust is támogatott a Demokrata Pártban. Ugyan nem egy politikai párt, általában támogatnak olyan jelölteket választásokon, akik megfelelnek a szervezet értékeinek. Vezetését decentralizált módon folytatják, állami szinten választják elnökségeiket.
Bernie Sanders szenátor 2016-os elnökjelölti kampányáig nem számított jelentősnek országos szinten. Sanders segítségével, aki önmagát demokratikus szocialistának vallja, a szervezet tagsága 6000 főről (2015) 90 ezerre nőtt hat év alatt. 2016-ot követően nézeteit tekintve a DSA radikálisabb lett, mivel a sok új, fiatal tag szélsőségesebb elképzelésekkel rendelkezett, mint a történelmileg reformista és szociáldemokrata szervezet. A 2023-as DSA Nemzeti Gyűlésen az országos politikai bizottságában a marxista és forradalmi szocialista frakciók nyerték el a székek többségét, története során először. Ezzel a szervezet politikája demokratikus centralizmus lett, sok idősebb tag elhagyta a DSA-t.
A DSA egy centralizált szervezet, állami csoportokkal és fizetős tagsággal. Egyes tagjai indultak szövetségi választásokon, néhányan sikeresen. Egyes tagjai fontos progresszív politikai indítványokat adtak be a Kongresszus előtt, mint John Conyers 2003-ban a Medicare for All törvényjavaslattal és Alexandria Ocasio-Cortez 2019-ben a Green New Deallel. A szervezet hivatalos célja a „olyan reformokért való harc, amelyek gyengíteni fogják a cégek hatalmát, és növelni fogják a munkásosztályét,” míg hosszútávú elképzelései közé tartozik a termelés társadalmi tulajdonba vétele állami vállalatok, munkásszövetkezetek formájában, decentralizált tervgazdálkodással. Ennek következtében a szervezet által támogatott politikusoknak általában van múltja különböző politikai célok iránti szervezésben (ezek közé tartoznak többek között a szakszervezetek, abortuszjogok, szociális lakhatás).
A DSA 2021-es – és 2025-ig legfrissebb – politikai platformja eltörölné a rendőrséget és a börtönöket, helyettük más alternatívát kínálva a közbiztonság biztosítására, a szabálysértéseket (angolul: misdemeanor), létrehozna gyűlölet-bűncselekmény ellenes törvényeke, illetve felszólít az intézményes fehér felsőbbrendűség és a diszkrimináció elleni küzdelemre. Gazdaságilag támogatja az államilag finanszírozott egészségügyet, a minimálbér emelését és a Green New Dealt. Ezek mellett támogatja az elektori kollégium, a Szenátus és az obstrukció eltörlését, egykamarás parlamenti rendszerre való váltással. Antiimperialista, támogatja a USAID létezését, és a NATO elhagyásában is hisz, illetve az Egyesült Államok kapcsolatainak javításában olyan országokkal, mint Kína, Kuba, Irán és Venezuela. A szervezet szerint az Egyesült Államok és Izrael is telepes állam, ennek következtében anticionista, támogatja a Boycott, Divestment and Sanctions mozgalmat, a Hawaii szuverenitás mozgalmat, Puerto Rico öndeterminációs jogát, illetve a bennszülött amerikai nemzetek jogait. Egy második alkotmánygyűlést is szükségesnek tart, egy dekolonizált szocialista köztársaság létrehozására.

## Jelentős tagok
- David Bonior (1945–), az Egyesült Államok képviselője Michiganből, demokrata whip[16]
- Jamaal Bowman (1976–), az Egyesült Államok képviselője New Yorkból[17]
- Cori Bush, (1976–), az Egyesült Államok képviselője Missouriből[18]
- Greg Casar (1989–), az Egyesült Államok képviselője Texasból (a szervezet nem támogatja, de tag)[19]
- Noam Chomsky (1928–), nyelvész, filozófus[20]
- Ron Dellums (1935–2018), Oakland polgármestere, az Egyesült Államok képviselője Kaliforniából[20]
- Barbara Ehrenreich (1941–2022), író, aktivista[20]
- Zohran Mamdani (1991–), New York államgyűlésének tagja, New York-i polgármesterjelölt[21]
- Alexandria Ocasio-Cortez (1989–), az Egyesült Államok képviselője New Yorkból (az országos szervezet 2024-ben megvonta a támogatást tőle, ettől függetlenül New York-i csoportja még mindig támogatja)[22]
- Major Owens (1936–2013), az Egyesült Államok képviselője New Yorkból[20]
- Bernie Sanders (1941–), az Egyesült Államok szenátora Vermontból, 2016-os és 2020-as elnökjelölt[23]
- Rashida Tlaib (1976–), az Egyesült Államok képviselője Michiganből, a szövetségi amerikai törvényhozás egyetlen palesztin tagja[24][25]
- Cornel West (1953–), filozófus, aktivista[26][27]